# あいのうた (野中藍のアルバム)
『あいのうた』は、野中藍の1作目のオリジナルアルバム。2006年2月1日、スターチャイルド（キングレコード）より発売された。

## 概要
- 発売時、イベントが各地で開催され、収録中に歌えずに泣き出してトイレに閉じこもったり、キングレコードの駐車場のベンチに座って泣いていたなどのエピソードが語られた。
- 初回生産分には、特典としてCDケースサイズのカレンダーが封入されている。

## 収録曲
1. 初恋フリル [3:16] 
作詞：くまのきよみ、作曲・編曲：牧野信博
2. 夢のドライブ  [4:59] 
作詞・作曲：梶山織江、編曲：西崎憲
3. スノー・ホワイト・グラフィティ [4:22] 
作詞：くまのきよみ、作曲・編曲：牧野信博
4. ピース! [4:33] 
作詞：廣田由佳、作曲：住吉中、編曲：Lapin
5. 風のラジオ [4:35] 
作詞・作曲：梶山織江、編曲：西崎憲
6. 黒猫の瞳 [4:12] 
作詞：村野直球、作曲・編曲：牧野信博
7. はじめての日曜日 [3:38] 
作詞：根津冴子、作曲：住吉中、編曲：Lapin
8. エスカレーターライダー [4:31] 
作詞・作曲：梶山織江、編曲：西崎憲
9. fairy [3:35] 
作詞・作曲：廣田由佳、編曲：h.k
10. アイノウタ [3:52] 
作詞：くまのきよみ、作曲・編曲：牧野信博
11. epilogue 〜あいのうた〜 [1:59] 
作曲・編曲：牧野信博